# Metaclisis ocalea
Metaclisis ocalea är en stekelart som först beskrevs av Walker 1838.  Metaclisis ocalea ingår i släktet Metaclisis och familjen gallmyggesteklar. Inga underarter finns listade i Catalogue of Life.